# Cosme el Vell
Cosme el Vell (italià: Cosimo di Giovanni de' Medici)  (Florència, 27 de setembre de 1389 - Vil·la dels Mèdici a Careggi, 1 d'agost de 1464) nom amb que es coneixia a Cosme de Mèdici —Cosimo de'Medici—  o Cosimo Pater Patriae—  fou un polític i banquer florentí, fundador d'una de les branques de la Dinastia Mèdici, que va esdevenir una de les figures més importants durant el Renaixement i fou senyor de Florència entre 1434 i 1464.

## Biografia
Fill de Joan de Mèdici i Riccarda Bueri. Fou germà de Llorenç de Mèdici el Vell, continuador de la Dinastia Mèdici.
Cosme es va casar vers el 1416 amb Contessina de Bardi, filla d'Alexandre de Bardi. D'aquesta unió nasqueren: Pere I de Mèdici (1416-1469) qui fou senyor de Florència i Joan de Cosme de Mèdici (1421-1463). També tingué un fill il·legítim d'una esclava: Carlo de Mèdici (1428/1430-1492), religiós.

## Ascens al poder
A la mort del seu pare, esdevinguda el febrer de 1429, s'oposà al règim oligàrquic que en aquells dies s'havia establert a la ciutat de Florència, en el qual prevalia la família rival dels Albizzi. La influència de Cosme de Mèdici, dotat d'un excepcional sentit polític, va adquirir més importància quan el cap de l'oligarquia, Rinaldo Albizzi, el va fer arrestar l'any 1433 acusant-lo de malversació, sent empresonat al Palazzo Vecchio i enviat a l'exili durant deu anys. En aquells moments, Cosme es va instal·lar a la ciutat de Venècia, sense perdre el contacte amb els seus partidaris.
Albizzi va mantenir un dur enfrontament amb els seus enemics; ni el seu prestigi ni els seus diners van intimidar els seus adversaris i, un any més tard, Cosme va retornar a Florència. Triomfant i aclamat pel poble, va expulsar el seu rival i fou nomenat gonfaloniere de Florència el 1434, cosa que li va permetre dur a terme els seus desitjos polítics, intentant convertir a la seva família en l'àrbitre de l'Estat florentí. Va impulsar la política exterior, a través de la qual exercí una gran influència a tota la península italiana. Va utilitzar per a aquest fi, i en diferents direccions, la seva extraordinària fortuna provinent de la banca herència del seu pare, que posseïa diverses filials a diversos estats italians i a l'estranger.
La seva influència dins del papat es posà de manifest l'any 1439, quan aconseguí convèncer el papa Eugeni IV de traslladar el Concili de Ferrara a Florència, concili en el qual es discutí la unió entre l'Església llatina i l'Església Ortodoxa.

## Mecenatge
Amant de l'art i de les ciències, va ser l'impulsor del gran amor dels Mèdici pel mecenatge i va posar al servei dels artistes la seva fortuna amb la liberalitat d'un gran senyor. Va contractar el jove Michelozzo Michelozzi per crear el que avui és potser el prototip de palau florentí, l'auster i magnífic Palazzo Medici Riccardi. Va ser un mecenes i confident de Fra Angelico, Filippo Lippi, i Donatello. Amb aquest últim establí una gran amistat i es convertí en conseller de les seves adquisicions artístiques, realitzant per a ell els seus famosos David i Judit i Holofernes. El seu mecenatge permeté a Filippo Brunelleschi finalitzar la cúpula de Santa Maria del Fiore.
Morí el 1464 a la Villa Careggi, als afores de Florència, sent enterrat a la Basílica de San Lorenzo d'aquesta ciutat.